# Canton d'Avignon-1
Le canton d'Avignon-1 est une circonscription électorale française située dans le département de Vaucluse, en région Provence-Alpes-Côte d'Azur.

## Histoire
Un nouveau découpage territorial de Vaucluse entre en vigueur à l'occasion des premières élections départementales suivant le décret du 25 février 2014. Les conseillers départementaux sont, à compter de ces élections, élus au scrutin majoritaire binominal mixte. Les électeurs de chaque canton élisent au Conseil départemental, nouvelle appellation du Conseil général, deux membres de sexe différent, qui se présentent en binôme de candidats. Les conseillers départementaux sont élus pour 6 ans au scrutin binominal majoritaire à deux tours, l'accès au second tour nécessitant 12,5 % des inscrits au 1er tour. En outre la totalité des conseillers départementaux est renouvelée. Ce nouveau mode de scrutin nécessite un redécoupage des cantons dont le nombre est divisé par deux avec arrondi à l'unité impaire supérieure si ce nombre n'est pas entier impair, assorti de conditions de seuils minimaux. En Vaucluse, le nombre de cantons passe ainsi de 24 à 17.
Le canton d'Avignon-1 est formé d'une fraction de la commune d'Avignon. Il est entièrement inclus dans l'arrondissement d'Avignon. Le bureau centralisateur est situé à Avignon.

## Représentation
| Période élective | Période élective | Mandat | Mandat   | Identité       | Nuance | Nuance | Qualité                                                           |
| ---------------- | ---------------- | ------ | -------- | -------------- | ------ | ------ | ----------------------------------------------------------------- |
| 2015             | 2021             | 2015   | 2021     | Darida Belaïdi |        | PS     | Fonctionnaire Adjointe au maire d'Avignon                         |
| 2015             | 2021             | 2015   | 2021     | Alain Moretti  |        | LREM   | Administrateur d'entreprise à Avignon                             |
| 2021             | 2028             | 2021   | en cours | Samir Allel    |        | EELV   | Sociologue                                                        |
| 2021             | 2028             | 2021   | en cours | Léa Louard     |        | EELV   | Médecin généraliste Conseillère municipale (opposition) d'Avignon |

### Résultats détaillés

#### Élections de mars 2015
À l'issue du 1er tour des élections départementales de 2015, deux binômes sont en ballottage : Darida Belaïdi et Alain Moretti (PS, 36,32 %) et Fabien Mendez et José Rigo (FN, 31,44 %). Le taux de participation est de 46,84 % (7 977 votants sur 17 030 inscrits) contre 54,43 % au niveau départemental et 50,17 % au niveau national.
Au second tour, Darida Belaïdi et Alain Moretti (PS) sont élus avec 60,53 % des suffrages exprimés et un taux de participation de 51,4 % (4 850 voix pour 8 754 votants et 17 030 inscrits).
En 2017, Alain Moretti co-fonde un groupe La République en marche au conseil départemental de Vaucluse.

#### Élections de juin 2021
Le premier tour des élections départementales de 2021 est marqué par un très faible taux de participation (33,26 % au niveau national). Dans le canton d'Avignon-1, ce taux de participation est de 25,43 % (4 312 votants sur 16 958 inscrits) contre 34,94 % au niveau départemental. À l'issue de ce premier tour, deux binômes sont en ballottage : Tatiana Gavriluk et Paul Ruat (RN, 32,35 %) et Samir Allel et Léa Louard (binôme écologiste, 25,41 %).
Le second tour des élections est marqué une nouvelle fois par une abstention massive équivalente au premier tour. Les taux de participation sont de 34,36 % au niveau national, 38,18 % dans le département et 29,04 % dans le canton d'Avignon-1. Samir Allel et Léa Louard (binôme écologiste) sont élus avec 62,9 % des suffrages exprimés (2 857 voix pour 4 927 votants et 16 969 inscrits),,.

## Composition
| Nom                             | Code Insee | Intercommunalité | Superficie (km2) | Population (dernière pop. légale)                | Densité (hab./km2) | Modifier                                    |
| ------------------------------- | ---------- | ---------------- | ---------------- | ------------------------------------------------ | ------------------ | ------------------------------------------- |
| Avignon (bureau centralisateur) | 84007      | CA Grand Avignon | 64,91            | Fraction : 29 097 (2022) Commune : 91 760 (2022) | 1 414              | modifier les données · modifier les données |
| Canton d'Avignon-1              | 8402       |                  |                  | 29 097 (2022)                                    |                    | modifier les données                        |

Le canton d'Avignon-1 comprend la partie de la commune d'Avignon située à l'ouest et au sud d'une ligne définie par l'axe des voies et limites suivantes : depuis la limite territoriale de la commune des Angles, ligne de chemin de fer d'Avignon à Miramas, canal de Champfleury depuis son extrémité, avenue Eisenhower, avenue Etienne-Martelange, avenue Monclar, rue Universelle, avenue Saint-Ruf, ligne de chemin de fer d'Avignon à Miramas, avenue Pierre-Semard, rond-point de la route de Marseille, chemin de l'Amandier, avenue de la Croix-Rouge, chemin des Bonnes-Huiles, chemin de la Grande-Chaussée, chemin des Pêcheraies, rue de la Garance, allée Saint-Martial, avenue du Moulin-de-Notre-Dame, avenue de la Bouquetière, canal Puy au niveau de l'extrémité de l'avenue de la Bouquetière, avenue de Tarascon, jusqu'à la limite territoriale de la commune de Rognonas.

## Démographie
En 2022, le canton comptait 29 097 habitants, en évolution de −4,52 % par rapport à 2016 (Vaucluse : +1,73 %, France hors Mayotte : +2,11 %).
| 2013   | 2018   | 2022   |
| ------ | ------ | ------ |
| 29 806 | 30 838 | 29 097 |